# Delaware (rivier)
De Delaware is een rivier die loopt langs de Atlantische kust van de Verenigde Staten en de westgrens van New Jersey vormt.
De Delaware werd voor het eerst in kaart gebracht door Henry Hudson in 1609. De kolonisten in Nieuw-Nederland noemden de rivier de "Zuidrivier". Het was de grensrivier tussen Nieuw-Nederland (aan de oostelijke linkeroever) en Nieuw-Zweden (aan de westelijke rechteroever). Uit die laatste kolonie ontstonden de staten Delaware en Pennsylvania.
Engelsen vernoemden de rivier (evenals de baai, de staat en een inheems volk) naar de titel van politicus Thomas West, 3e Baron De La Warr (1577-1618), die de eerste gouverneur was van de kolonie Virginia.
- Biblioteca Nacional de España: XX5047227
- Gemeinsame Normdatei: 4090977-3
- Library of Congress Control Number: sh85036551
- National Archives and Records Administration: 10046838
- Nationale Bibliotheek van Israël: 987007545592305171
- Virtual International Authority File: 33146152997605251583